# John Byng
John Byng (29 d'octubre, 1704 – 14 de març, de 1757, fou afusellat a bord del navili HMS Monarch) fou un almirall anglès.
Era fill de l'almirall Sir George Byng. El 1718 entrà a la marina, arribant ben aviat a almirall del pavelló blanc. El 1756 se li confià el comandament d'una esquadra destinada a foragitar de l'illa de Menorca els francesos que acabaven de desembarcar en l'illa grans forces i havien posat setge a Maó.
Un encontre amb la flota francesa comanada per Galissionère restà indecís, però Byng es retirà a Gibraltar per a cobrir aquesta plaça, deixant sense complir les ordres que havia rebut, a conseqüència de la qual cosa Maó hagué de capitular, i Anglaterra perdé l'illa de Menorca. La conducta de Byng, que realment no va fer tot el que calia per deixar en bon lloc l'honor de les armes, però que havia estat enviat pel govern anglès massa tard i sense les forces necessàries per a l'objectiu que es perseguia, produí gran indignació a Anglaterra, fou empresonat i sotmès a un consell de guerra, en el qual fou condemnat a mort.

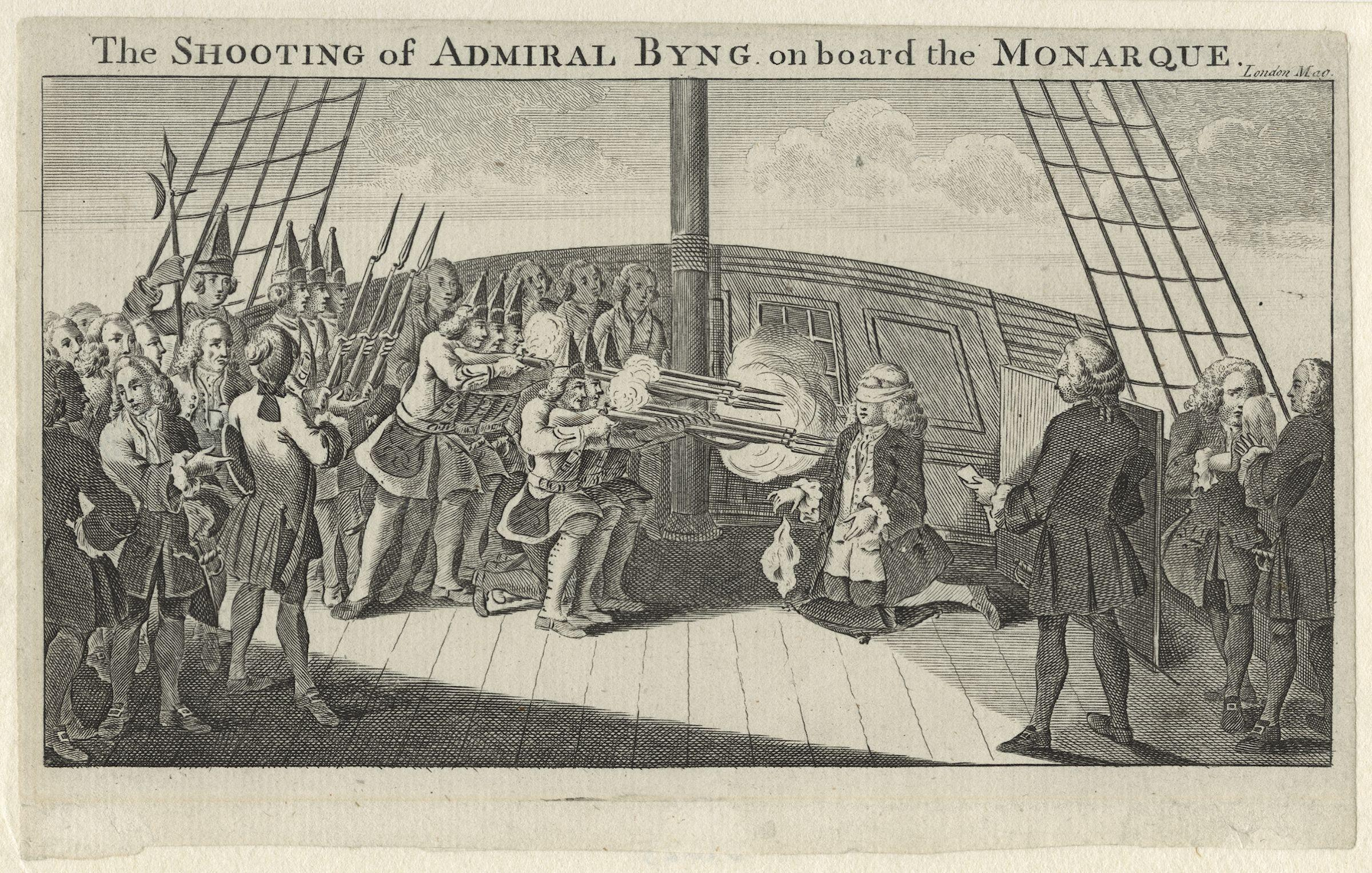
Afusellat a bord del navili HMS Monarch

El mateix tribunal recomanà al rei l'indult del desgraciat almirall, en favor del qual intervingué el mateix Pitt així com l'escriptor i filòsof francès Voltaire, però Jordi II ordenà l'execució de la sentència, i Byng fou afusellat sense consideració als seus serveis anteriors ni a les circumstàncies que concorrien en la seva desgràcia.
La història el considera una víctima expiatòria de la mala gestió del ministeri, executada per a calmar la indignació popular que havia suscitat els revessos soferts per les armes angleses al Canadà i les Balears.